# Síndrome (película)
Síndrome  es una película  de España, dirigida por Liberto Rabal en 2004, y protagonizada por Adriana Davidova, Javier Albalá y William Miller.
Gracias a la tecnología digital, al uso de cámara oculta y a la entrega de los actores, el actor Liberto Rabal ha podido rodar su primer largometraje como director.

## Sinopsis
Tras ser seleccionada para competición en Locarno 2004 y ser vista en Mar de Plata, Mumbay, Spanish London Film Festival, Tolouse, Varna,etc...con excelentes reseñas, VER CRÍTICA LOCARNO EN:
 Síndrome finalmente pudo estrenarse en España en dos salas, una en Madrid y otra en Barcelona,la película cuenta la historia de
Víctor (Javier Albalá) descubre que le quedan pocos meses de vida. Pero antes de morir toma la decisión de salvar a Ana (Adriana Davidova) que está metida de lleno en una espiral de autodestrucción. Así se dedica a espiarla, a seguirla todo el día, hasta que una noche la secuestra y la encierra con la intención de desengancharla de todas sus adicciones. Para Víctor, que no puede dejar de amar a Ana, es como un último regalo que le hace antes de morir. Pero no ha contado con el mayor obstáculo al que se va a enfrentar: su gran deseo por Ana. Durante el encierro de una mujer con síndrome de abstinencia y una falta total de ganas de vivir y un hombre que lo que más desea es vivir pero no puede, todo puede pasar.